# Крајтон (Небраска)
Крајтон (енгл. Creighton) град је у америчкој савезној држави Небраска.

## Демографија
По попису из 2010. године број становника је 1.154, што је 116 (-9,1%) становника мање него 2000. године.
| Група             | 2000.         | 2010.         |
| Белци             | 1.245 (98,0%) | 1.111 (96,3%) |
| Афроамериканци    | 5 (0,4%)      | 3 (0,3%)      |
| Азијати           | 1 (0,1%)      | 3 (0,3%)      |
| Хиспаноамериканци | 2 (0,2%)      | 11 (1,0%)     |
| Укупно            | 1.270         | 1.154         |